# Энтони, Гарольд Элмер
Га́рольд Э́лмер Э́нтони (англ. Harold Elmer Anthony, 1890—1970) — американский зоолог, териолог, палеонтолог.

## Биография и карьера
Родился 5 апреля 1890 года в городе Бивертон, штат Орегон, США. Отец его — Альфред Уэбстер Энтони (англ. Alfred Webster Anthony, 1865—1939) — был известным орнитологом и коллектором. Два года (1910—1911) Гарольд учился в Университете Пасифик (штат Орегон) и впоследствии получил степени бакалавра наук и магистра гуманитарных наук в Колумбийском университете в 1915 и 1920 году соответственно. Во время Первой мировой войны в 1917—1919 гг. Гарольд служил офицером в артиллерии и участвовал в боевых действиях во Франции.
Начал свою карьеру полевым коллектором в Биологической службе штатов Северная Дакота и Монтана в 1910 году и в том же году был нанят Американским музеем естественной истории в качестве натуралиста в экспедицию судна «Альбатрос» в Нижнюю Калифорнию. Год спустя был принят в штат Музея на должности каталогизатора и разнорабочего в отдел млекопитающих и орнитологии.
В 1919 году назначен заместителем куратора в отдел маммалогии, в 1926 стал его куратором, а после отставки в 1958 году — почётным куратором. Помимо службы в качестве главы отдела маммалогии (1942—1958), он занимал посты декана научного штата (1942—1948) и заместителя директора (1952—1957) музея. После отставки был назначенным куратором т. н. Лаборатории Фрика — палеонтологической исследовательской лаборатории при Музее, которую финансировал Фонд Чарльза Фрика (англ. Charles Frick Foundation) — и находился на этом посту до 1966 года.
В 1934 году Университетом Пасифик ему присвоена степень доктора наук.
Был одним из основателей Американского общества маммологов  (являлся его президентом в 1935—1936). Был членом его совета и вице-президентом. Помимо этого был директором Нью-Йоркского клуба исследователей (англ. New York Explorers Club) и Национального Одюбоновского общества, казначеем Нью-Йоркской академии наук и пожизненным членом Колумбийской академии естественных наук. Также являлся президентом Нью-Йоркского общества любителей орхидей и казначеем Американского общества любителей орхидей.
Умер 29 марта 1970 года от сердечного приступа во время поездки с семьей в Калифорнию.

## Научная деятельность
В сферу научных интересов учёного входили современные и ископаемые млекопитающие с акцентом на Карибский, Центрально- и Южно-Американский регионы. Помимо работы в Неотропике, он участвовал в экспедициях в различные области запада США, Аляски, Арктики, Канады, Африки и в Бирму. Среди его главных трудов был двухтомник «Млекопитающие Пуэрто-Рико: живые и вымершие» (англ. Mammals of Puerto Rico, Living and Extinct) и «Полевой справочник млекопитающих Северной Америки» (англ. Field Book of North American Mammals), который многие годы служил основным руководством по зверям этого региона.
Был активным участником выставочной программы Музея, сыграв ключевую роль в создании Зала млекопитающих Северной Америки, Зала африканских млекопитающих Эйкли и Зала южноазиатских млекопитающих.
Будучи страстным защитником окружающей среды, являлся главой Комитета по охране естественных условий (англ. Committee on Preservation of Natural Conditions) в отделе биологии и сельского хозяйства в Национальном научно-исследовательском совете.

## Впервые описанные виды

### 1921
- Серобрюхий ценолест (Caenolestes caniventer)
- Эквадорская бурозубка (Cryptotis montivaga)
- Рыбоядный хомяк Твиди (Ichthyomys tweedii)
- Род Горные рыбоядные хомяки (Neusticomys)
  - Горный рыбоядный хомяк (Neusticomys monticolus)
- Красный древесный хомяк (Oecomys rutilus)[2]

### 1923
Выделил монотипический род Idionycteris (Ушан Аллена, I. phyllotis; изначально описан как Corynorhinus phyllolis Allen, 1916)

### 1924
- Эквадорский полевой хомячок (Akodon latebricola)
- Черноватый ценолест (Caenolestes convelatus)
- Род Колючие хомячки (Scolomys)
  - Эквадорский ключий хомячок (Scolomys melanops)
- Андийский хлопковый хомяк (Sigmodon inopinatus)
- Лесной томасов хомячок (Thomasomys silvestris)
- Листонос Энтони (Artibeus fraterculus)
- Горный желтоплечий листонос (Sturnira ludovici)

### 1925
- Шелковистый томасов хомячок (Thomasomys bombycinus)

### 1926
- Хомячок Лэдыо (Thomasomys ladewi)
- Горный томасов хомячок (Thomasomys oreas)